# Teorema di inversione di Fourier
In matematica, il teorema di inversione di Fourier, definisce le condizioni di esistenza per l'inversa della trasformata di Fourier, detta anche antitrasformata di Fourier, la quale permette di risalire ad una funzione {\displaystyle f(x)} conoscendo la sua trasformata {\displaystyle X(f)} attraverso la formula di inversione di Fourier. 
Una versione alternativa del teorema è il teorema di inversione di Mellin, che può essere applicato anche alla trasformata di Fourier grazie alla semplice relazione che le lega.

## Il teorema
Il teorema di inversione di Fourier afferma che se {\displaystyle f} e la sua trasformata appartengono ad {\displaystyle L^{1}} allora vale la formula di inversione:
{\displaystyle f(x)={\frac {1}{\sqrt {2\pi }}}\int _{\mathbb {R} }{\hat {f}}(t)e^{ixt}\,dt}
In modo informale si può affermare che, all'aumentare dell'ampiezza dell'intervallo sul quale si calcola la serie di Fourier di una funzione, la somma della serie approssima il valore della trasformata inversa.
In questo modo è possibile risalire ad una funzione a partire dalla sua trasformata. Essa si esprime dicendo che matematicamente una funzione {\displaystyle f(x)} è scomponibile come la somma infinita su tutte le frequenze di sinusoidi con peso pari alla trasformata o spettro {\displaystyle X(f)} di {\displaystyle f(x)}. Equivalentemente in termini fisici si dice invece che la grandezza {\displaystyle f(x)} è data dalla sovrapposizione di infinite onde a differente frequenza con peso pari alla trasformata o spettro di {\displaystyle f(x)}.
A differenza del caso della serie di Fourier in cui la funzione è a quadrato sommabile, tuttavia, il teorema di inversione assume che {\displaystyle f} sia integrabile secondo Lebesgue, ovvero:
{\displaystyle \int _{-\infty }^{\infty }\left|f(x)\right|\,dx<\infty }
Per esempio la funzione a rettangolo:
{\displaystyle f(x)={\begin{cases}1&-a<x<a\\0&x\leq -a,x\geq a\end{cases}}}
ha come trasformata di Fourier:
{\displaystyle ({\mathcal {F}}f)(t)=2\sin(at)/t}
In questo caso i teoremi di inversione indagano la convergenza dell'integrale
{\displaystyle \lim _{b\rightarrow \infty }{\frac {1}{2\pi }}\int _{-b}^{b}({\mathcal {F}}f)(t)e^{itx}\,dt}
Al contrario, se abbiamo una distribuzione temperata allora la trasformata di Fourier è a sua volta una distribuzione temperata, e la formula di inversione è dimostrata più semplicemente.

## Dimostrazione
Si consideri la trasformata di Fourier di una funzione nello spazio di Schwartz. Tale spazio contiene funzioni lisce {\displaystyle f:\mathbb {R} ^{N}\to \mathbb {C} } tali che, per ogni multi-indice  {\displaystyle \alpha } e {\displaystyle \beta } si abbia:
{\displaystyle \sup _{x\in \mathbb {R} ^{N}}|x^{\alpha }\partial ^{\beta }f(x)|<\infty }
Tali funzioni sono integrabili, e la trasformata di una funzione di Schwartz è una funzione di Schwartz. Si usi la convenzione che
{\displaystyle {\widehat {f}}(\xi )=\int e^{-2\pi ix\cdot \xi }f(x)\,dx}
e si ricordi che per una funzione di Schwartz si ha:
{\displaystyle f(x)=\int _{\mathbb {R} ^{N}}e^{2\pi ix\cdot \xi }{\widehat {f}}(\xi )\,d\xi }
Per dimostrare il teorema è necessario utilizzare i seguenti fatti:
- Se {\displaystyle f} e {\displaystyle g} sono funzioni di Schwartz, il teorema di Fubini implica che:

{\displaystyle \int f{\widehat {g}}=\int {\widehat {f}}g}
- Se {\displaystyle \eta \in \mathbb {R} ^{N}} e {\displaystyle g(x)=e^{2\pi ix\cdot \eta }f(x)}, allora:

{\displaystyle {\widehat {g}}(\xi )={\widehat {f}}(\xi -\eta )}
- Se {\displaystyle a\in \mathbb {R} } e {\displaystyle g(x)=f(ax)}, allora:

{\displaystyle {\widehat {g}}(\xi )={\widehat {f}}(\xi /a)/a^{N}}
Si definisca {\displaystyle \phi (x)=e^{-\pi |x|^{2}}}. Allora:
{\displaystyle {\widehat {\phi }}=\phi }
Sia ora:
{\displaystyle \phi _{\varepsilon }(x)={\frac {1}{\varepsilon ^{N}}}\phi \left({\frac {x}{\varepsilon }}\right)}
Denotando con {\displaystyle *} la convoluzione, {\displaystyle \phi _{\varepsilon }} è un'approssimazione all'identità:
{\displaystyle \lim _{\varepsilon \to 0}\phi _{\varepsilon }*f\to f}
dove la convergenza è uniforme per funzioni uniformemente continue e limitate.
Si può dimostrare la formula di inversione notando che per il teorema della convergenza dominata si ha:
{\displaystyle \int e^{2\pi ix\cdot \xi }{\widehat {f}}(\xi )\,d\xi =\lim _{\varepsilon \to 0}\int e^{-\pi \varepsilon ^{2}|\xi |^{2}+2\pi ix\cdot \xi }{\widehat {f}}(\xi )\,d\xi }
e definendo:
{\displaystyle g(\xi )=e^{-\pi \varepsilon ^{2}|\xi |^{2}+2\pi ix\cdot \xi }}
Applicando quindi il secondo e terzo punto definiti in precedenza:
{\displaystyle {\widehat {g}}(y)={\frac {1}{\varepsilon ^{N}}}e^{-{\frac {\pi }{\varepsilon ^{2}}}|x-y|^{2}}}
Si può quindi fare la trasformata di {\displaystyle g} nell'ultimo integrale ottenendo:
{\displaystyle \int e^{-\pi \varepsilon ^{2}|\xi |^{2}+2\pi ix\cdot \xi }{\widehat {f}}(\xi )\,d\xi =\int {\widehat {g}}(y)f(y)\,dy=\int {\frac {1}{\varepsilon ^{N}}}e^{-{\frac {\pi }{\varepsilon ^{2}}}|x-y|^{2}}f(y)\,dy=(\phi _{\varepsilon }*f)(x)}
ovvero la convoluzione di ƒ con l'approssimazione all'identità. Quindi:
{\displaystyle \lim _{\varepsilon \to 0}\int e^{-2\pi ix\cdot \xi }{\widehat {f}}(\xi )e^{-\pi \varepsilon ^{2}|\xi |^{2}}d\xi =\lim _{\varepsilon \to 0}\int {\frac {1}{\varepsilon ^{N}}}e^{-{\frac {\pi }{\varepsilon ^{2}}}|y-x|^{2}}f(y)\,dy=\lim _{\varepsilon \to 0}\phi _{\varepsilon }*f(x)=f(x)}
Questo stabilisce che la trasformata di Fourier è invertibile sullo spazio di Schwartz. In particolare è limitata in {\displaystyle L^{2}} e le funzioni di Schwartz sono dense in {\displaystyle L^{2}}. La trasformata e la sua inversa allora si estendono a operatori lineari limitati {\displaystyle {\mathcal {F}},{\mathcal {F}}^{-1}} su tutto {\displaystyle L^{2}} per i quali {\displaystyle {\mathcal {F}}{\mathcal {F}}^{-1}={\mathcal {F}}^{-1}{\mathcal {F}}=I}, con {\displaystyle I} l'identità.